# Juan Manuel Rodríguez
Juan Manuel Rodríguez (San Salvador, alcaldía mayor de San Salvador, Capitanía General de Guatemala, 31 de diciembre de 1771-Cojutepeque, estado independiente de El Salvador, 12 de junio de 1847) fue un político y prócer de la independencia de Centroamérica, que participó en los movimientos independentistas de 1811 y 1814; y que se desempeñó como vocal de la diputación provincial (y luego junta gubernativa) de la provincia de San Salvador, diputado del congreso de la provincia en 1822, diputado del congreso constituyente en 1824, y que fue el primer jefe del estado de El Salvador.

## Biografía

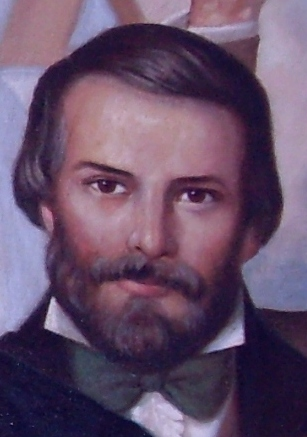
Juan Manuel Rodríguez, prócer de la independencia y primer jefe político del estado de El Salvador (1824) Y figura clave de la Independencia de Centroamérica.

Juan Manuel Rodríguez nació en San Salvador, el 31 de diciembre de 1771; siendo hijo de don Pedro Delgado y doña Josefa Rodríguez; por lo que era medio hermano de José Matías Delgado.

### Su proceder ante los movimientos independentista de 1811 y 1814
Prócer de la independencia de Centroamérica, formó parte del grupo que promovió los movimientos independentistas de 1811 y 1814 en San Salvador, junto con José Matías Delgado, Manuel José Arce y de los hermanos Nicolás, Manuel y Vicente Aguilar.

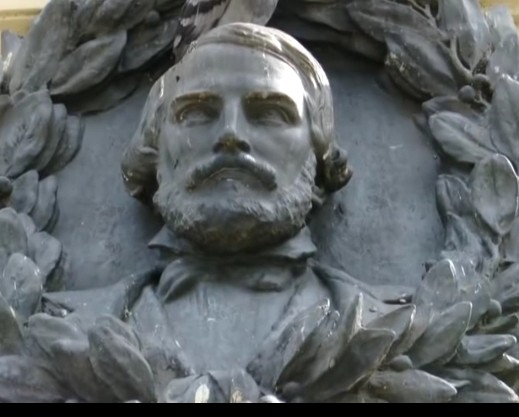
Medallones con la imagen del prócer Juan Manuel Rodríguez en el «Monumento a los Próceres», ubicado en la Plaza Libertad de San Salvador

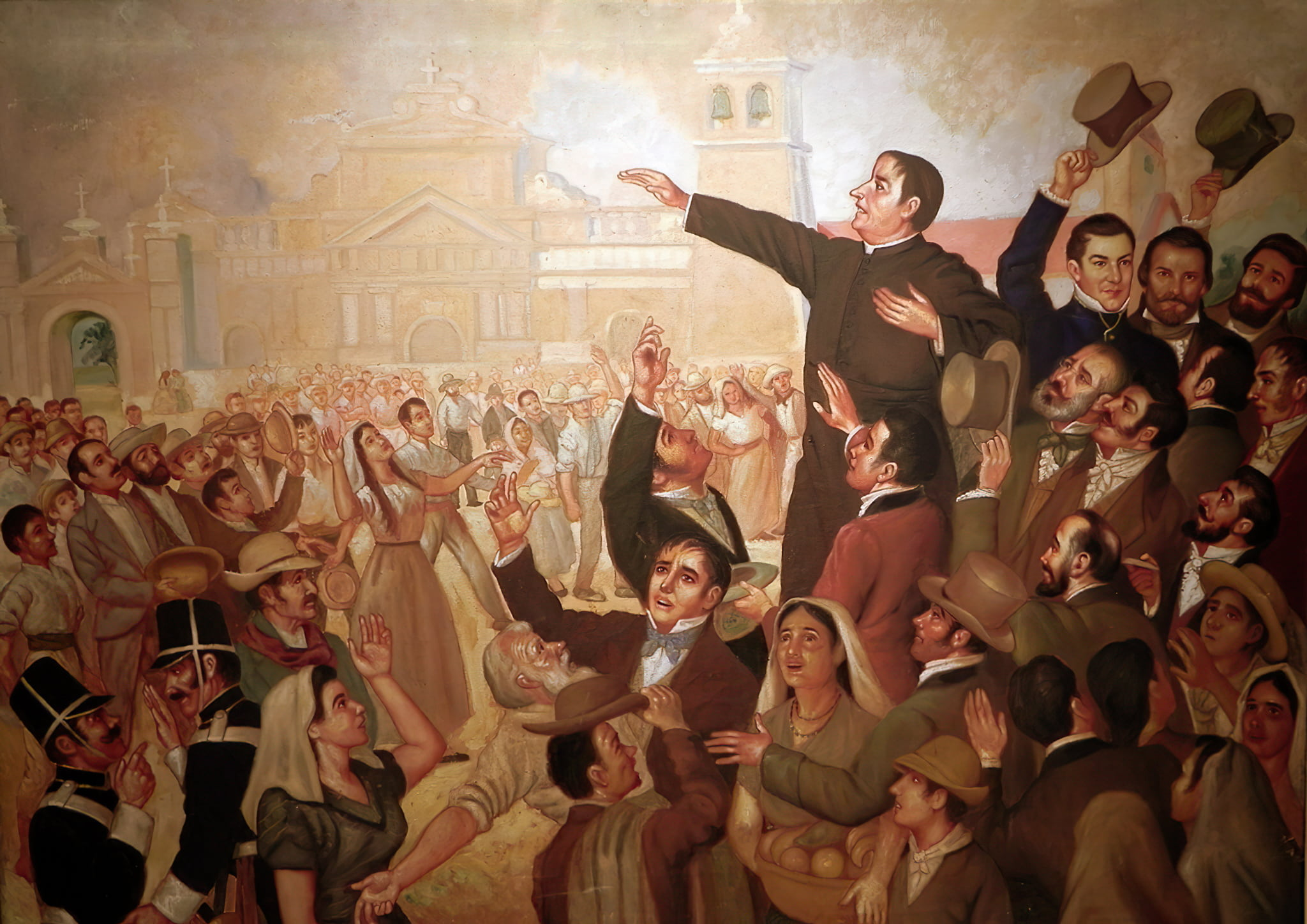
Primer grito de independencia centroamericana, ocurrido en San Salvador. En el cuadro resalta la figura de José Matías Delgado. junto con Juan Manuel Rodríguez, Manuel José Arce

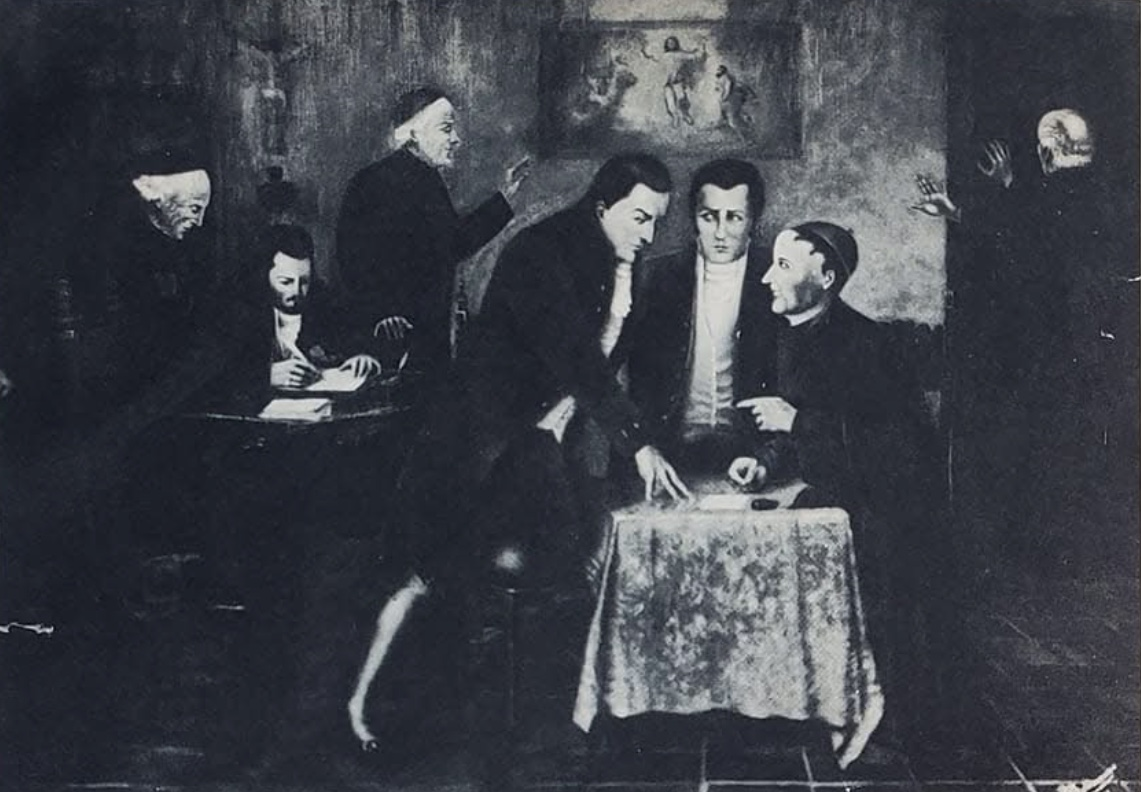
Conspiración de 1814; Primer Plano Manuel Jose Arce, Domingo Antonio Lara, Presbítero Dr Matías Delgado, Al fondo Los Hermanos Aguilar y Juan Manuel Rodríguez.

El 5 de noviembre de 1811 estalló en la intendencia de San Salvador (la cual cubría la mayor parte de lo que ahora es El Salvador) una conspiración encabezada por los curas Nicolás Aguilar, José Matias Delgado, su hermano Miguel Delgado, además de Juan Manuel Rodríguez, Manuel José Arce, su padre Bernardo José de Arce, Leandro Fagoaga, entre otros; debido al encarcelamiento en Guatemala del presbítero Manuel de Aguilar, el llamado a comparecer a esa ciudad del presbítero Nicolás de Aguilar y los rumores de un intento de asesinato a José Matías Delgado.
Los alzados lograrían deponer al intendente de la provincia, Antonio Gutiérrez y Ulloa, y apoderarse de unas armas que existían en la casamata de San Salvador y de doscientos mil pesos depositados en las arcas reales; y fundar una Junta de gobierno, que funcionó como primer gobierno independiente de la entonces intendencia de San Salvador, en la que Rodríguez fue secretario y con lo que procuraría hacer extensivo el movimiento a los demás puntos de la intendencia. Sin embargo, no lograron convencer a los ayuntamientos de los pueblos de San Miguel, Santa Ana y San Vicente; por lo que los cabecillas de aquel movimiento comenzaron a desalentarse y desde Guatemala se envió una delegación compuesta por José Alejandro de Aycinena y José María Peinado que negociaría con los líderes del movimiento y pondría punto final al alzamiento.
Para el 25 de diciembre de 1813 se realizó en San Salvador la elección del ayuntamiento, suceso que enfrentó los intereses de chapetones y criollos independentistas, y que dio como resultado el triunfo de los criollos, resultando elegido Juan Manuel Rodríguez como alcalde de primer voto, y junto a él se encontraba, como alcalde de segundo voto Pedro Pablo Castillo.
Las tensas relaciones entre las autoridades de la intendencia y los independentistas desembocaron en el segundo alzamiento de San Salvador. Una de las causantes principales del estallido fue el apresamiento de algunos de los alcaldes de los barrios de la localidad en ese mismo mes de enero. Debido a ello, en la noche del día 24, el entonces intendente José María Peinado ordenaría la libertad de varios de los prisioneros; sin embargo, en vez de pacificar los ánimos, los vecinos de la ciudad lo consideraron  un triunfo de su causa.
Junto a Pedro Pablo Castillo, Rodríguez ordenó “tocar las campanas de la iglesia, llamando a somatén”. Sin embargo, la rebelión fue sometida y los alcaldes insurgentes fueron depuestos y sus lugares tomados por sujetos fieles a las autoridades españolas. A raíz de los acontecimientos muchos terminaron presos, sufriendo Rodríguez prisión y juicio por seis años, siendo indultado hasta el año de 1819.

### Cargos y actividades políticas después de la independencia
En noviembre de 1821 fue nombrado vocal de la diputación provincial de San Salvador; y el 11 de enero de 1822 suscribió el acta por el cual la provincia de San Salvador se separó del antiguo Reino de Guatemala (por tratar de liberar al país del Imperio Mexicano) y la diputación se erigió en junta gubernativa. Más adelante, en ese mismo año fue electo como diputado por Cojutepeque en el Congreso de la provincia de San Salvador, y fue uno de los comisionados para pasar a Washington, con el propósito de negociar la unión de esta provincia con la Federación Norteamericana; no se llevó a cabo por haber caído el Imperio Mexicano.
En el 11 de agosto de 1823, hizo un panfleto en el cual escribió: "solo podemos estar seguros si nos unimos en una inseparable unión. La unión! , la unión, es el secreto maravilloso, la fuerza irresistible, la varita mágica con la que se puede despedazar al enemigo."
En su ausencia fue elegido como uno de los diputados por el partido o distrito de San Salvador para el Congreso Constituyente que uniría la provincia de San Salvador con la alcaldía mayor de Sonsonate en el estado del Salvador (que sería parte de la República federal de Centroamérica).

### Gobierno como jefe político del estado del Salvador
El 22 de abril de 1824, el Congreso Constituyente estatal le designó como jefe político del estado.

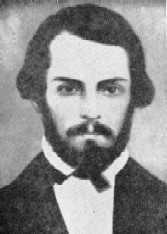
Juan Manuel Rodríguez, prócer de la independencia y primer jefe político del estado de El Salvador (1824)

Al día siguiente de su nombramiento decretó que "todo hombre es libre en la República y que no puede ser esclavo el que ingrese a su territorio". El 4 de mayo de 1824, el gobierno estatal decretaría la creación de la diócesis de San Salvador, nombrando como obispo al doctor y presbítero José Matías Delgado.
Durante su administración, se inauguró la primera Imprenta Nacional de El Salvador, donde se imprimió primer periódico que fue bautizado como "El Portador de la Buena Nueva", un semanario político mercantil cuyo primer ejemplar salió a la venta el 31 de julio de 1824.
El 12 de junio de 1824, el Congreso Constituyente mandó a publicar la Constitución estatal; siendo promulgada y jurada solemnemente el 4 de julio de ese año.
Entregaría el Poder Supremo a Mariano Prado, quien había sido electo como vicejefe, el 1 de octubre de 1824.

### Sucesos posteriores y óbito
Después de terminado su mandato, retornó a su labor como diputado, ejerciendo temporalmente la presidencia del congreso estatal del 19 al 30 de octubre de 1824.
Apoyaría a las autoridades estatales salvadoreñas, opuestas a las disposiciones del presidente federal Manuel José Arce, durante la guerra civil centroamericana (1826-1829); por lo que apoyaría al creciente movimiento revolucionario liderado por Francisco Morazán. Más adelante se desempeñaría como senador federal, consejero del estado salvadoreño, e inspector general de Hacienda y Rentas Federales Estancadas.
Se retiraría a su hacienda "San Jerónimo", que fue herencia de su padre, cerca de Cojutepeque; se mantendría soltero hasta sus últimos años; y vestiría el hábito terciario de la Orden Franciscana, y se dedicaría a obras de caridad. Murió de colera morbus el 12 de junio de 1847, siendo sepultado en el cementerio de la parroquia de Cojutepeque.

## Memoria
En el 19 de enero de 1914, la Secretaría de Gobernación emitió un acuerdo ejecutivo autorizando a la Dirección General de Correos para que en el 24 de enero, centenario del segundo movimiento independentista en San Salvador, ponga en circulación estampillas postales de 10 centavos con el busto de Juan Manuel Rodríguez.